# Rothenkreuz
Rothenkreuz war ein Ortsteil der Gemeinde Much im Rhein-Sieg-Kreis. Die urkundliche Ersterwähnung fand erst 1825 statt. Heute gehört die Siedlung zu Kranüchel.

## Lage
Rothenkreuz liegt auf den Hängen des Bergischen Landes an der Landesstraße 224. Nachbarort ist neben Kranüchel Senschenhöhe im Osten.

## Einwohner
1901 hatte das Gehöft vier Einwohner. Haushaltsvorstand war der Ackerer Joh. Peter Büscher.